# Campari

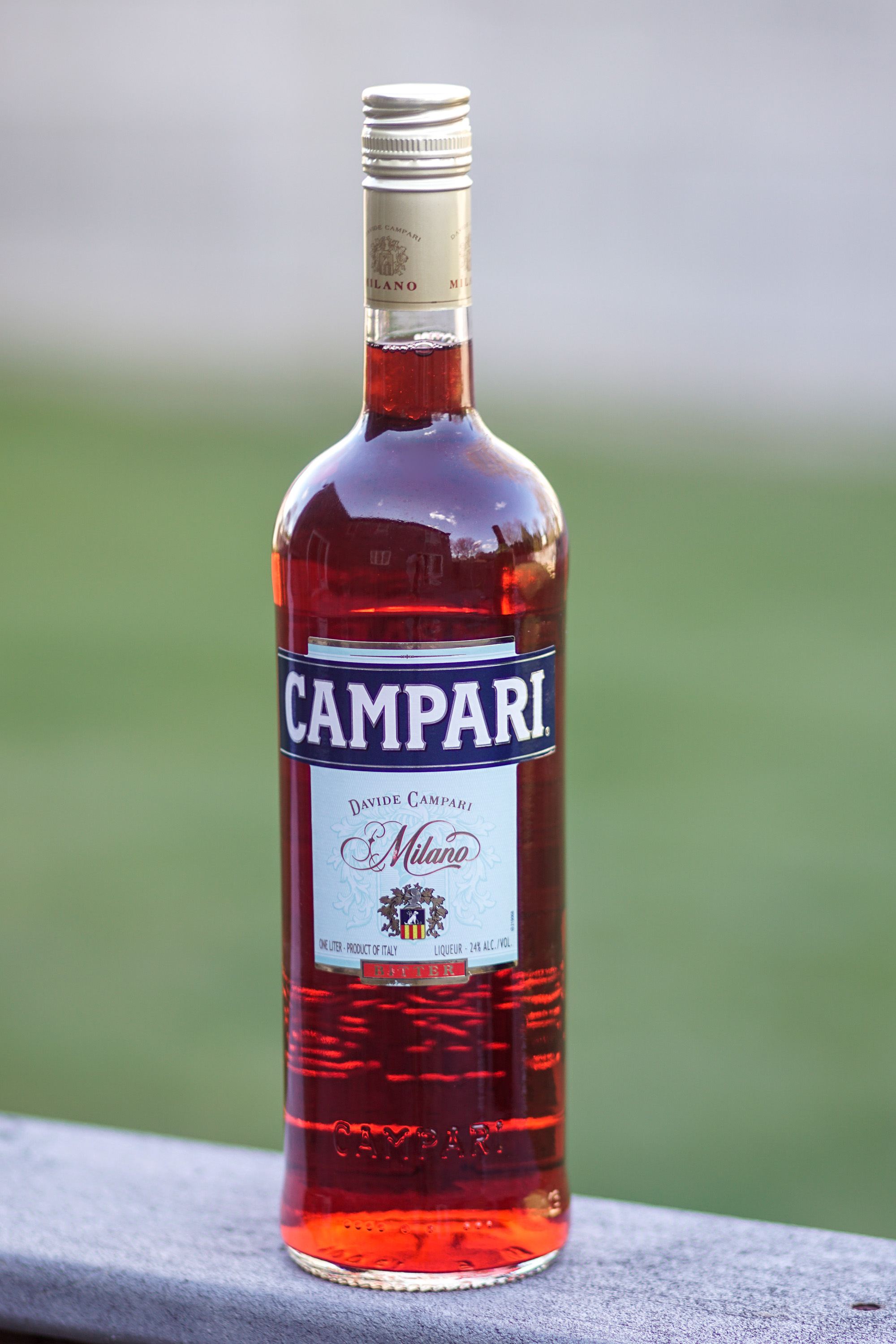
Ampolla de Campari

Campari (Davide Campari-Milano S.p.A) és una beguda alcohòlica produïda per una empresa italiana amb seu a Milà.
Aquesta empresa és present a 190 països del món. Té uns 2.000 empleats i el 2007 va facturar 958 milions d'euros. Les seves accions cotitzen en la borsa de Milà des del 2001.

## Història
L'empresa va ser fundada el 1862 a Milà per Gaspare Campari, qui dos anys abans havia inventat la fórmula de la beguda aperitiva coneguda actualment com Campari. La direcció passà en principi de pares a fills i aconseguí una gran expansió a partir del segle xx.

## Línies de producció
El producte principal és el Campari, una beguda alcohòlica aperitiva provinent de la infusió d'herbes amargants, plantes aromàtiques i fruita. El seu color és vermell robí brillant i l'aroma intensa. Es promociona publicitàriament la beguda amb les imatges de passió i de sensualitat.

### Altres productes alcohòlic d'alta graduació
- Aperol
- Biancosarti
- Capo Wabo Tequila
- Cynar
- Diesus
- Dreher
- Drury's
- Glen Grant
- Mapo Mapo
- Old Eight
- Old Smuggler
- Ouzo 12
- Punch Barbieri
- Rum des Antilles
- SKYY Vodka
- SKYY Infusions
- SKYY90
- X-Rated
- Jean-Marc XO Vodka
- Zedda Piras

### Lleugerament alcohòlics
- Campari Soda
- Aperol Soda
- Cinzanino 3 Gradi

### Premesclats
- Campari Mixx
- SKYY Blue

### Vins i escumosos
- Catai
- Château Lamargue
- Cinzano Spumanti
- Cinzano Bianco
- Cinzano Rosso
- Cinzano Extra Dry
- Enrico Serafino
- Liebfraumilch
- Mondoro
- Riccadonna
- Sella & Mosca
- Teruzzi&Puthod

### Begudes no alcohòliques
- Crodino
- Crodo
- Lemonsoda
- Oransoda
- Pelmosoda
- Tonicsoda